# Зовнішня історія мови
Зовнішня історія мови — історія подій, пов'язаних з мовою як визначальним чинником життя людини та суспільства, зокрема функціювання мови в різних царинах суспільного життя: церкві, офіційній сфері, правництві, пресі, науці й освіті, словникарстві, створенні й використанні навчальної літератури тощо.

## Дослідження зовнішньої історії української мови

Обкладинка книжки Віктора Кубайчука «Хронологія мовних подій в Україні: зовнішня історія української мови», 2004

Зовнішній історії української мови присвячено окрему книжку Віктора Кубайчука й створений на її основі сайт.
Історію української мови неможливо вивчити та усвідомити без розгляду цензурних заборон та адміністративного втручання в структуру та розвиток мови.